# Strophanthus puberulus
Strophanthus puberulus là một loài thực vật có hoa trong họ La bố ma. Loài này được Pax miêu tả khoa học đầu tiên năm 1892.